# 富蘭克林鎮區 (卡洛爾縣)
富蘭克林鎮區（英語：Franklin Township）為位在美國阿肯色州卡洛爾縣的鎮區。2010年美国人口普查中該鎮區人口有1,269人。

## 地理
根據美國地質調查局的資料，富蘭克林鎮區涵蓋面積27.55平方（10.64平方英里），無水域。

### 市鎮村莊
- 假日島（部分）

## 外部連結
- US-Counties.com （页面存档备份，存于）
- City-Data.com （页面存档备份，存于）

Template:卡洛爾縣 (阿肯色州)